# Антипольские репрессии коллаборационистами в Рейхскомиссариате Остланд (1941-1944)
Антипольские репрессии коллаборационистами в Рейхскомиссариате Остланд — серия террористических и карательных операций совершенных белорусской и литовской вспомогательной полициями.
олицией направленных против польского населения Рейхскомиссариата Остланд (В основном в Литве и Западной Белоруссии). Включает такие действия как операция «Герман», массовое убийство в Глитишкес, резня в Свенцянах и прочее.

#### Лидская резня

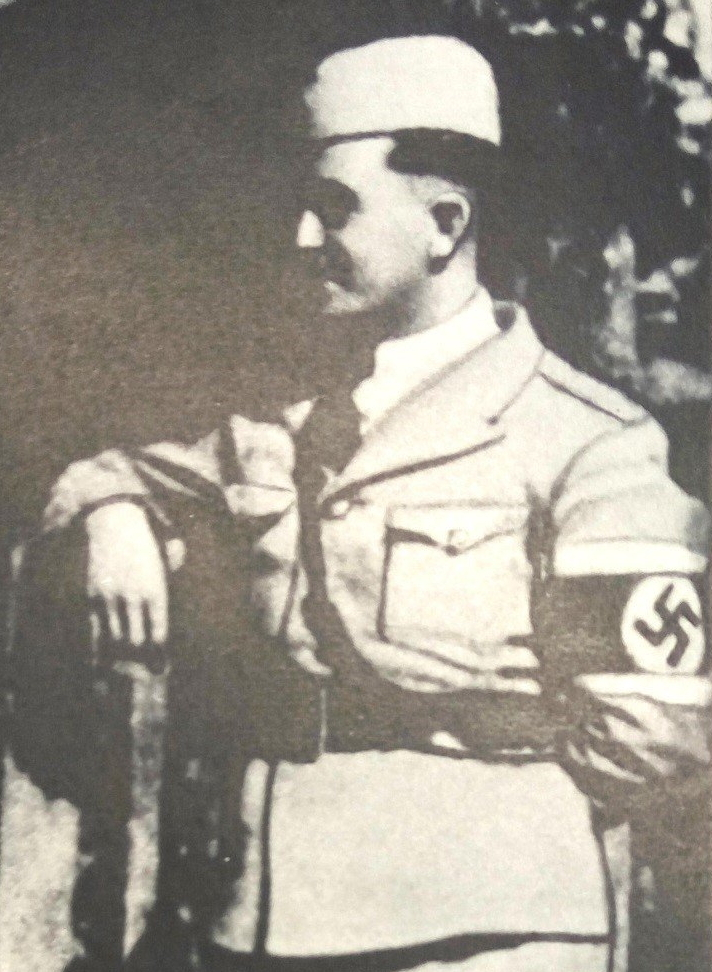
Борис Рогуля

## По странам

### Беларусь

#### Операция Херманн
С 13 июля по 8 сентября 1943 г. была проведена карательная над поляками «Операция Херманн». Проводилась с 1 июля по 11 августа 1943 года силами 1-й моторизованной бригады СС, 3-х полицейских полков, специального батальона СС «Дирлевангер», 3-х батальонов вермахта, полицейских батальонов, 5 жандармерских, гренадерских и артиллерийских взводов, подразделения полиции безопасности и СД Белоруссии, спецподразделения с Минском. Всего для наступления было сосредоточено более 50 тысяч солдат и офицеров. Общее руководство осуществляли группенфюрер СС и генерал-лейтенант полиции К. фон Готтберг.
В ходе операции полиция сожгла более 60 польских деревень и убили 4280 мирных жителей.

### Литва

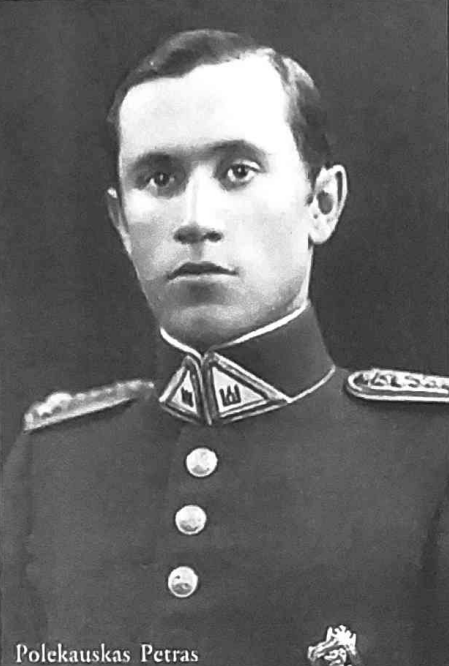
Пятрас Полекаускас ок. 1941—1944.

Особая межнациональная рознь наблюдалась между литовцами и поляками. «Польская вспомогательная полиция» была специально набрана в районах с преобладающим польским населением летом 1941 года. Правда, как отмечалось в немецком документе (донесение командующего эйнзатцгруппы «А» Шталекера от 31 октября 1941 года), «из-за непреодолимой вражды между поляками и литовцами, литовские служащие могут производить аресты только под немецкой охраной». Из-за этого польская вспомогательная полиция была вскоре распущена.
Литовская администрация закрывала польские школы, культурные учреждения. Полиция безопасности Литвы сотрудничала с немцами в борьбе с польским подпольем.
С 1943 года в Вильнюсском округе (Kreisgebiet Wilna-Stadt) стали создаваться польские движения сопротивления, особенно партизанские силы Армии Крайовой, они занимались атаками на немецкую и литовскую полицию, а также некоторые из них боролись с советскими партизанами. С конца 1943 польские партизаны стали освобождать литовские города, сельские центры и занимались террором литовских коллаборационистов.
Многочисленные польские повстанцы, действовавшие в Восточной Литве, избегали открытых боёв, в районе Сужёниса (и в других местах) они не смогли оказать сопротивление, так как были хуже вооружены и оснащены, не могли противостоять даже относительно небольшим, но мобильным литовским отрядам, обученным методам борьбы с партизанами, значительно больше — руководили вооружёнными и оснащёнными частями батальонов самообороны. Однако в условиях Литвы силы батальонов представляли собой крупную военную силу, с которой приходилось считаться. В батальонных документах часто отмечалось, что «бандитам» приходилось отступать, не сумев выдержать направленный по ним огонь.

#### Свенцянская резня
С 19 по 20 мая, В Швенчёнисе была совершена массовая расправа над польским населением, как месть за убийство немецких офицеров.
Резня была репрессией за убийство немецких офицеров, совершенное советскими партизанами на дороге между Свенцянами и Лынтупами 19 мая 1942 года. Погибли оберлейтенант Йозеф Бек, который был земельным администратором в районе Свенцяны, его заместитель Вальтер Грюль и комендант лагеря для военнопленных Шнайдер.
В тот же день начальник Вильнюсского военного коменданта полковник Адольф Ценпфенинг приказал казнить 400 поляков из Свенцян и деревень в радиусе 50 км от места убийства. Операция началась на следующий день, её возглавил Йонас Мацюлявичюс, в ней участвовали литовские полицейские, немецкая полиция и члены литовского отряда убийц Ипатингас бурис. Хотя в немецком приказе говорилось, что 400 человек были казнены, определённо было убито гораздо больше: различные источники утверждают, что жертв было 450, 600 и даже 1200 человек. В списки запрещенных лиц, составленные литовской администрацией, вошли представители польской интеллигенции, имена лишь некоторых жертв известны. По данным исследований, проведенных после 2000 года, число жертв составляет около 450 человек.

#### Массовое убийство в Глитишкес
20 июня 1944 года в Глитишкес польские партизаны Армии Крайовы напали на литовских полицейских, в ходе стычки погибли два литовские полицейских и двое было ранено, впоследствии добиты польскими партизанами. Командир роты 258-го батальона литовской полиции Пятрас Полекаускас прибыл в Глитишкес и приказал расстрелять семью работников имения, которая указала польским партизанам на местонахождение ранненых полицейских. Приказом Полекаускаса было расстреляно и больше польских жителей имения (всего 39), в том числе и администратор имения Владислав Комар.